# إي. ر. فرانك
إي. ر. فرانك (بالإنجليزية: E. R. Frank)‏ (1969، ريتشموند في الولايات المتحدة)؛ كاتِبة مُتخصِّصة في أدب الأطفال وروائية أمريكية. درست في كلية فاسار.